# تقوارچلی
تقوارچلی (به لاتین: Tkvarcheli) یک منطقهٔ مسکونی در گرجستان است که در بخش تقوارچلی واقع شده‌است. تکارچلی ۵٬۰۱۳ نفر جمعیت دارد.

## نگارخانه

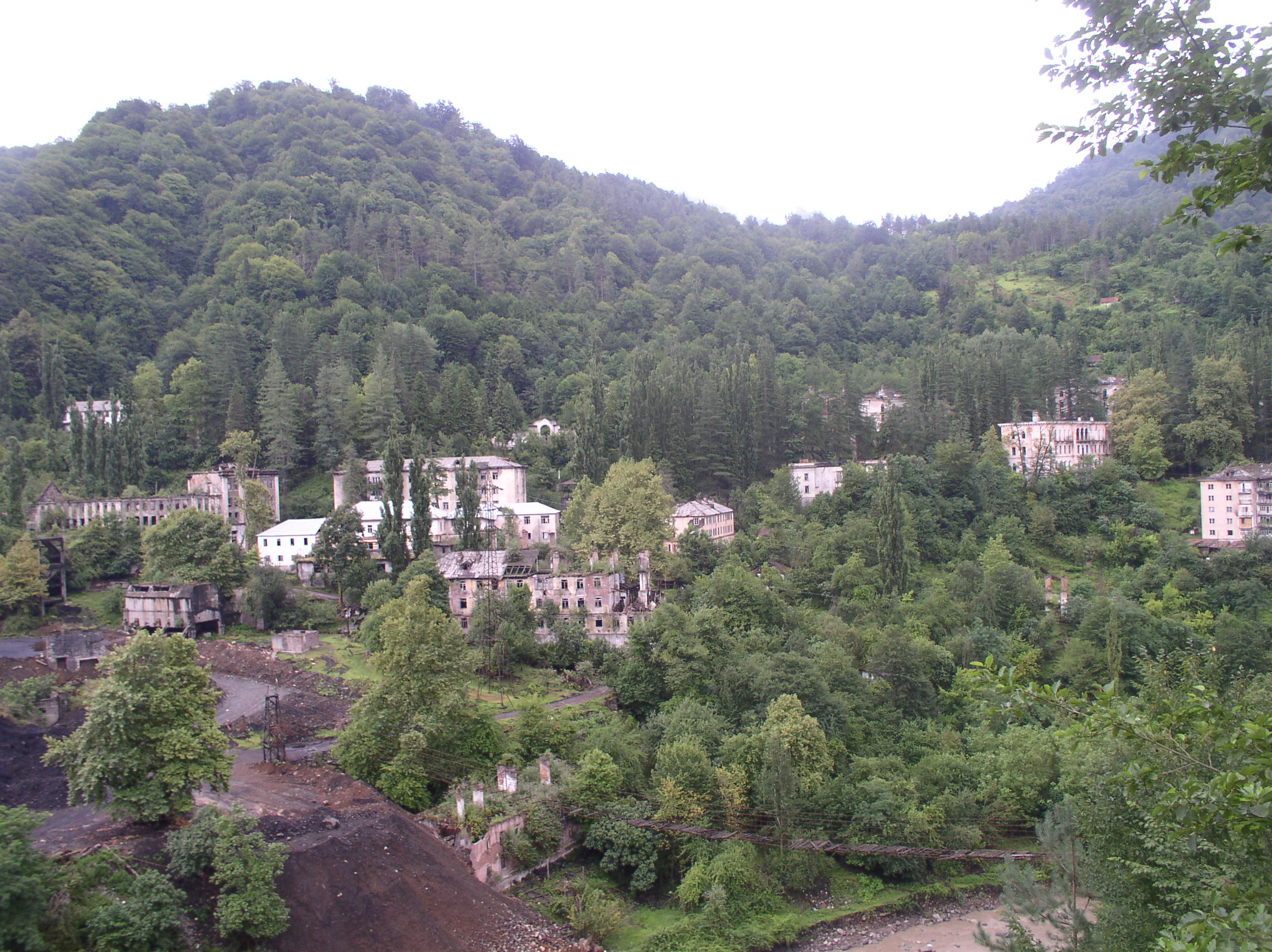